# Bassin houiller de la vallée de Villé

Localisation du gisement sur la carte des bassins houillers français.

Le bassin houiller de la vallée de Villé fait partie des bassins houillers des Vosges et du Jura. Daté du Stéphanien, il est composé d'une multitude de petits bassins, à faibles couches, disséminés dans le massif des Vosges, dont les principaux se trouvent aux alentours de la vallée de Villé. La plupart des mines ont fonctionné entre le milieu du XVIIIe siècle et la fin du XIXe siècle. La grande majorité des travaux de recherche et d'extraction sont entrepris au cours de la première moitié du XIXe siècle. Au total, quatre concessions sont accordées pour exploiter le bassin de Villé. Deux d'entre elles ont fusionné à la suite de leur rachat, Lalaye et Erlenbach.

## Situation
| - Autres gisements       |                   |
| - Sainte-Croix-aux-Mines | - Lalaye          |
| - Erlenbach              | - Saint-Hippolyte |

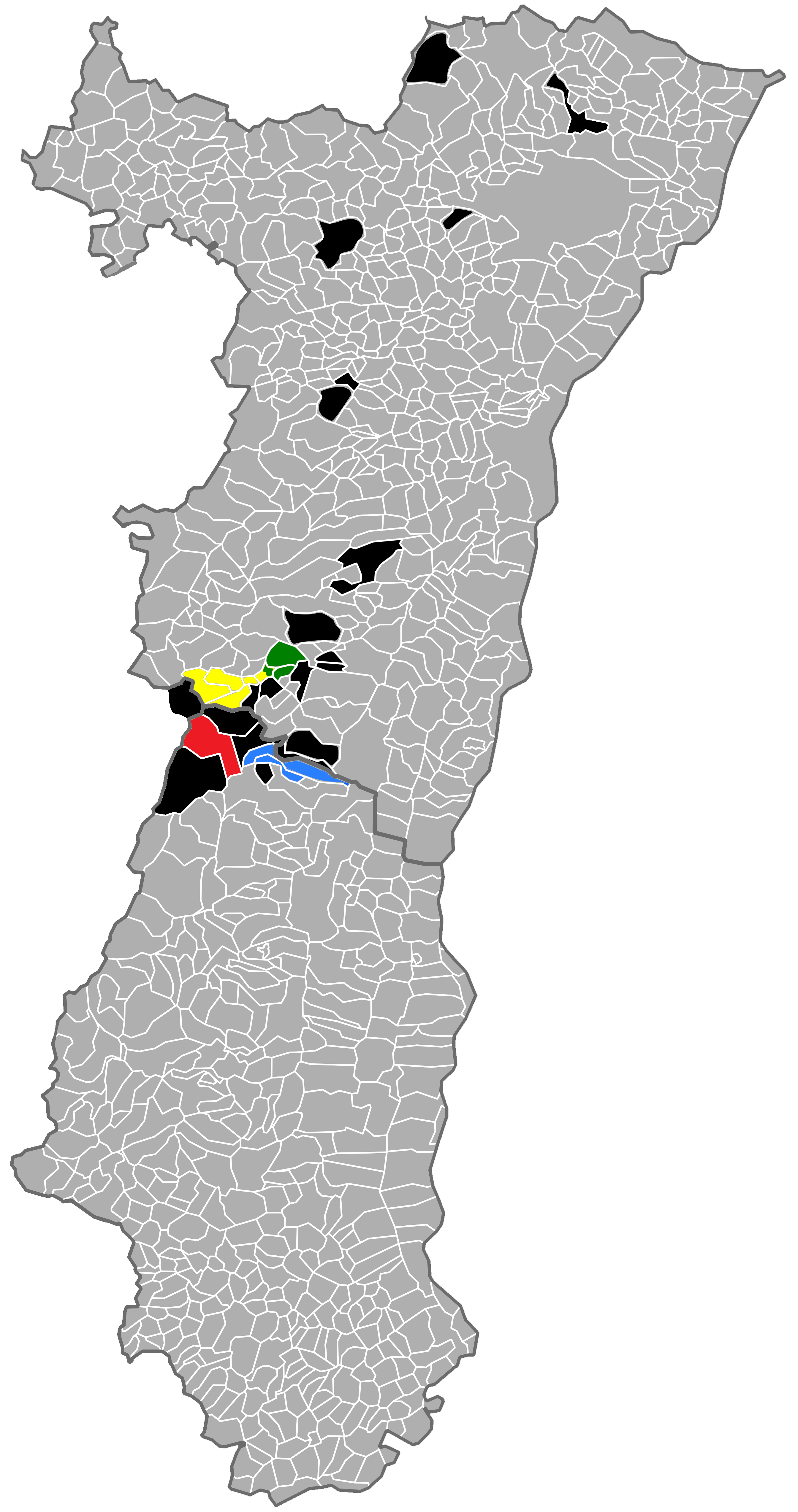
Les différentes concessions de la vallée de Villé.

Le bassin est essentiellement situé dans le secteur de la vallée de Villé, au centre du la région française historique de l'Alsace, à la frontière des départements du Haut-Rhin et du Bas-Rhin, à l'ouest de deux des trois plus grandes villes alsaciennes : Colmar et Strasbourg. Des fragments sont éparpillés ailleurs dans le massif vosgiens. Le groupe de bassins formant le bassin houiller de la vallée de Villé forme une zone triangulaire de 7 km2 comprise entre les trois villages d'Andlau, d'Orschwiller et de Lubine (Vosges, Lorraine).
Les gisements houillers les plus proches sont le bassin houiller lorrain au nord-ouest et le bassin houiller stéphanien sous-vosgien au sud-ouest.

## Géologie

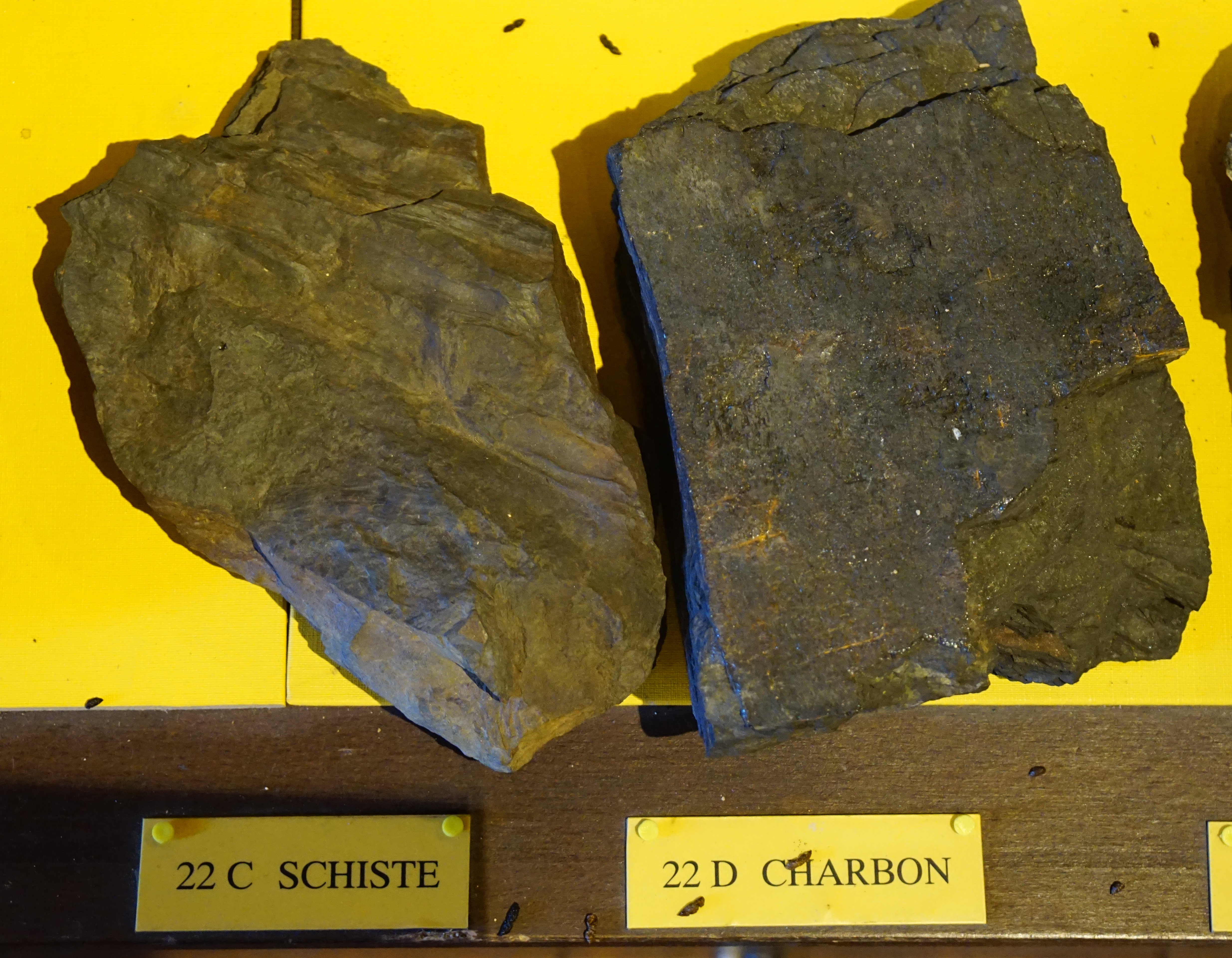
Blocs de houille et schiste (Maison du Val de Villé).

La partie orientale du massif des Vosges abrite de nombreux bassins sédimentaires, très dispersés tel des lambeaux, qui sont des reproductions miniatures du stéphanien sous-vosgien, certains de ces gisements abritent de la houille,. Les plus importants sont regroupés autour de la vallée de Villé et affleurent par endroits.
Le terrain houiller est essentiellement composé de poudingue, de grès (plus ou moins bitumineux) et d'argiles schisteuses, il existe également des couches de calcaire et de dolomie, la houille y forme des couches de faible puissance. Le poudingue se trouve habituellement à la base du terrain houiller, il est composé de galets de schiste et de quartz laiteux accompagnés de gneiss et de granit. Le schiste houiller est formé par de l'argile schisteuse à laquelle se mélangent du quartz, du feldspath et du mica.
Les divers bassins reconnus dans la vallée de Villé sont le « bassin de Villé », le « bassin de Lalaye », le « bassin d'Hohwarth » et le « bassin d'Hurbeis ».
Le pendage et l'orientation des couches varient dans chaque mini bassin. Vers la montagne d'Erlenbach, il suit une orientation 20° nord - 20° sud avec une pente de 6 à 8°. Les couches des mines de Gaentzlach (Villé) sont orientées 25° nord - 25° sud avec une pente de 4°. Les couches de Triembach qui sont ondulées suivent une orientation est-ouest - 25° sud.

## Concessions

### Lalaye
L'exploitation de Lalaye est active à la fin du XVIIIe siècle dans le massif du Kohlberg, à partir des années 1820, les travaux ne consistent qu'à reprendre les anciens travaux pour les vider totalement, l'activité cesse en 1848 en raison de l'épuisement du gisement.
La concession de Lalaye est accordée à la comtesse de Choiseul, Madame de Suffren et Messieurs Commart frères possède une surface de 49 hectares et inclut les communes de Lalaye (qui connait une exploitation par galerie) et Bassemberg mais aussi des fragments des villages de Fouchy, Villé, Breitenau, Neuve-Église.
La couche rencontrée à Villé est formée de feuillets successifs de houille et de schiste noir, dans ces conditions le triage est impossible.
Cinq couches de houille sèche composée de 10 % de cendre, 76 % de charbon et 14 % de matières volatiles, pouvant contenir de la pyrite de fer, sont rencontrées et exploitées Lalaye:
1. la couche nommée « petites veines » est composée de trois petites couches entrecoupées de schiste, la puissance totale de la houille varie de 0,20 à 0,25 mètre ;
2. la couche nommée « Schramm-Kohle » est composée de deux veines entrecoupées d'un mince filet de schiste, la puissance totale de la houille varie de 0,15 à 0,20 mètre ;
3. la couche nommée « haut-travail » est coupées par un mince filet de schiste, la puissance totale de la houille varie de 0,70 à 0,80 mètre ;
4. la couche nommée « bas-travail » a une épaisse comprise entre 0,20 et 0,30 mètre ;
5. la couche nommée « veine-du-dessus » est épaisse de 0,25 mètre.

Un puits de 70 mètres de profondeur est creusé à Lalaye, il rencontre des couches faillées, verticales.

Vestiges miniers du Kohlberg.
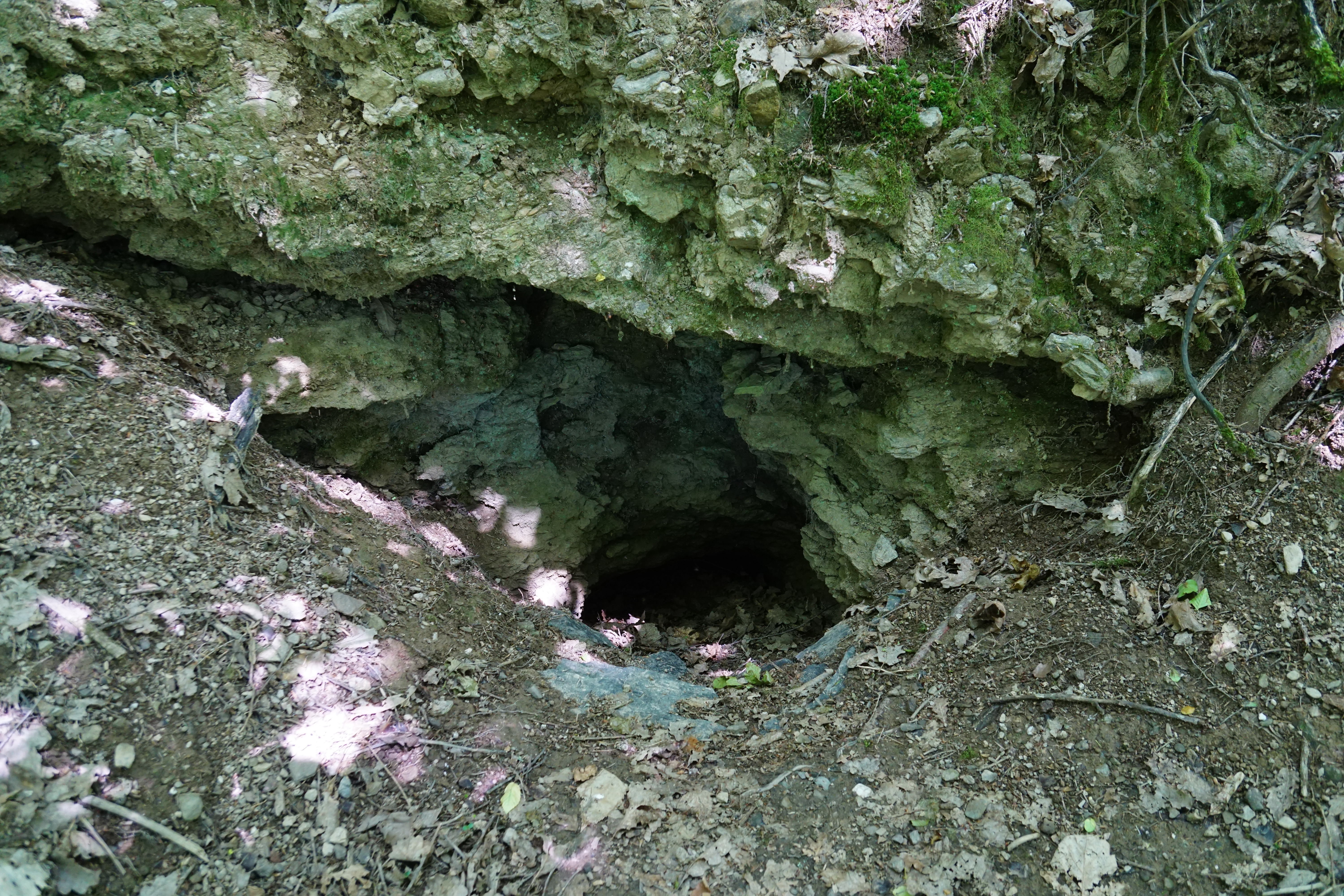
Entrée de mine.
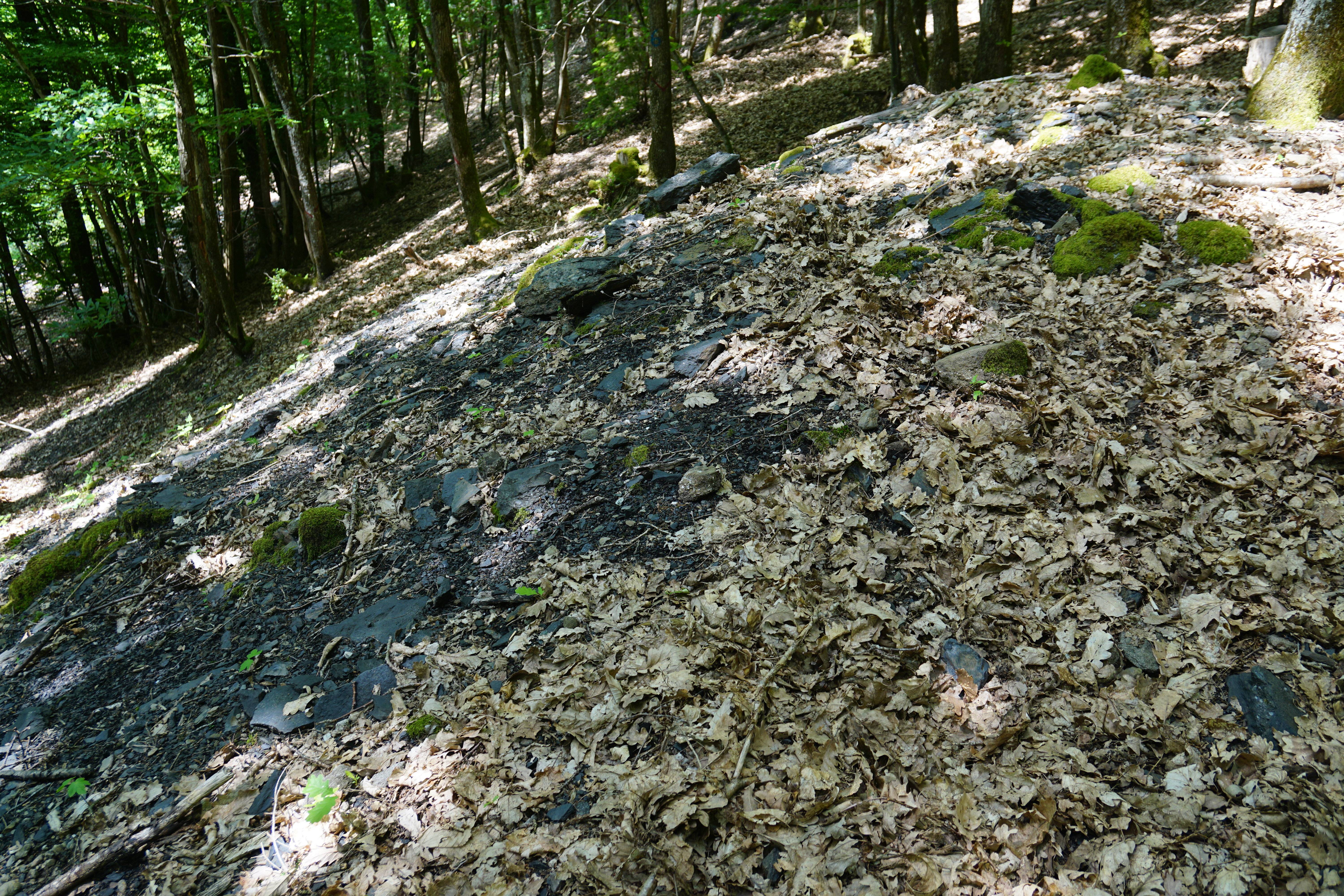
Terril.

### Erlenbach
La couche rencontrée à Erlenbach (Albé) est d'une puissance de 0,60 mètre, elle est de 0,35 mètre à Gaentzlach, surmontée d'un lit de 0,35 mètre plus pur qui est mise à part comme houille de première qualité, il s'agit de houille grasse composée de 27 % de cendre, 52 % de charbon et 21 % de matières volatiles.
Les travaux de recherches sont entrepris dès 1808 et la concession d'Erlenbach est accordée en 1819 à Messieux Cuny et Couleaux frères possède une surface de 27 hectares et inclut les communes d'Erlenbach et de Trimbach, ainsi qu'une petite partie de Villé.
Les deux concessions de Lalaye et d'Erlenbach appartiennent à Monsieur Cuny depuis le 1er juin 1826.
Monsieur Nœtinguer crée la compagnie du Bas-Rhin, basée à Colmar qui entreprend des recherches en dehors des concessions et des affleurements, sans succès. Le 1er avril 1829, le conseil de la compagnie du Haut-Rhin et Monsieur Cuny s'accordent pour des recherches dans les deux concessions et de partager les bénéfices en cas de mise en exploitation. Le matériel de recherches est repris sur les anciens sondages réalisés dans le sud du Haut-Rhin.

### Saint-Hippolyte

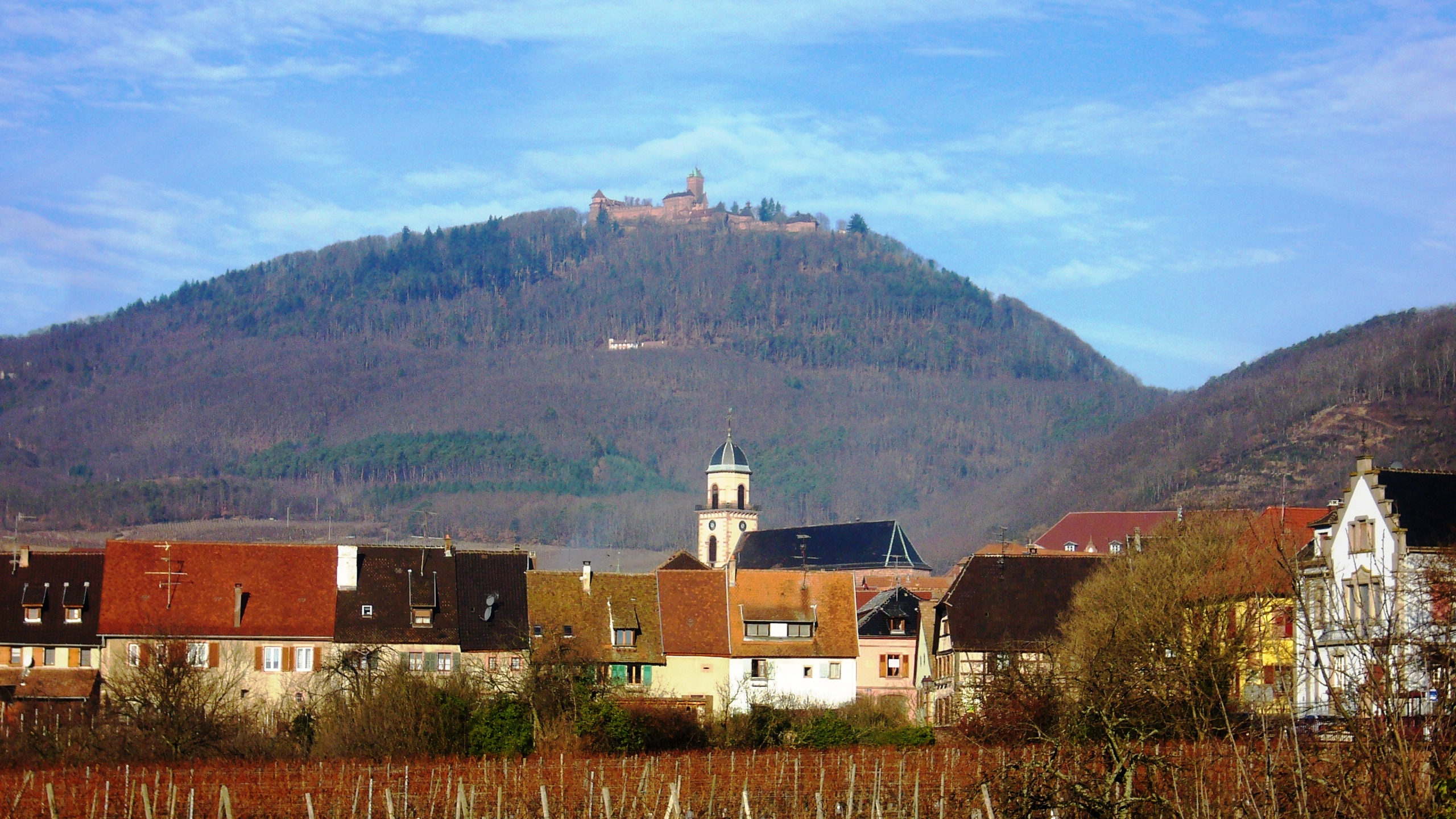
Bas de l'ancienne partie du village de Saint-Hippolyte et au loin le château du Haut-Koenigsbourg.

Des mines de houille sont exploitées sur la commune de Saint-Hippolyte par galeries entre 1747 et le XIXe siècle. La concession s'étend sur 2 600 hectares. En 1837, elle exploite une couche de 35 cm de houille collante dans un gisement arrivant à épuisement.

### Sainte-Croix-aux-Mines
La concession de Sainte-Croix-aux-Mines occupe une surface de 145 hectares, elle est accordée le 27 avril 1784 à Pierre Leclerc de Blamont pour 25 ans. Le charbon est exploité par les houillères du Hury, il est découvert en 1768 à la suite de la chute d'un arbre déraciné par le vent. Le 11 janvier 1782, les actionnaires se partagent 11 650 livres. Trois veines sont alors en exploitation, leur épaisseur varie de 10 à 30 cm, la houille est d'assez bonne qualité mais très friable. L'extraction est difficile et occupe une trentaine d'ouvriers qui emploient chaque année 300 à 400 livres de poudre et une vingtaine d'arbres pour le boisage. La mine produit entre 800 et 900 tonnes de charbon, qui est commercialisé dans les environs. En 1806, une seule veine est exploitée et fournit en moyenne 40 tonnes par mois, qui sont essentiellement consommés à Strasbourg et à Sélestat.
Les couches exploitées en 1837 n'excèdent pas 20 cm d'épaisseur. La mine est toujours en activité en 1845. Elle ferme définitivement en 1849.

## Travaux

### Recherches de Triembach
Des travaux de recherche sont entrepris entre 1818 et 1820 à 260 mètres, au nord du clocher de Triembach. Un sondage rencontre la houille après avoir traversé 33 mètres de grès houiller.

### Recherches de Villé
Plusieurs sondages sont entrepris à Villé, pour rechercher le prolongement des couches déjà connues. 
Un sondage entrepris vers la maison de poste en 1820, rencontre une couche de houille de 0,70 mètre à 28,62 mètres de profondeur. Mais la couche est inexploitable car trop coupée par le schiste.
Un autre sondage est creusé à 510 mètres au sud-est du précédent, à la tuilerie. Il rencontre une couche de schiste bitumineux entrecoupée de veinules de houille à 76,45 mètres de profondeur.
Le sondage d'Erlenbach également appelé sondage de Villé est creusé par la Compagnie départementale du Haut-Rhin pour la recherche de houille sur la commune d'Albé entre le 16 juin 1829 et le 21 juillet 1830. Après avoir rencontré de faibles veinules de houille il entre dans le terrain de transition de 9,14 mètres. Il est finalement abandonné à 102,36 mètres après avoir coûté 4 510,60 francs à la compagnie.

### Sondage de Fouchy
La compagnie décide de creuser son dernier sondage à Fouchy, commencé en avril 1829 et achevé le 28 octobre 1831, il est directement passé du grès rouge au terrain de transition à 172,21 mètres. La compagnie a déboursé 13 615,89 francs pour son creusement,.

### Travaux de Bassemberg
Une galerie est creusée au cours des années 1840 dans un petit vallon situé à 1,5 km de Bassemberg mais ne rencontre qu'une couche de schiste noir mêlée de houille inexploitable.

### Travaux dans la forêt communale d'Honcourt
Le puits de Wolfsloch est creusé en 1844 un kilomètre au sud-est du château du Honcourt (commune de Saint-Martin), il rencontre du schiste et du grès houiller, mais aucune trace de houille avant d'atteindre le terrain de transition.

### Travaux dans la forêt nationale d'Honcourt
Un sondage de 44 mètres est creusé en 1834, mais ne rencontre que du schiste. Des fouilles sont réalisées par la société Ren mais sans succès.

### Recherches d'Urbeis
Des travaux de recherche sont menés dès 1850 à Urbeis, mais ne rencontrent que du schiste et du grès.

### Galerie de Neumatt
Un affleurement reposant sur du granit à 200 mètres au sud-ouest de la ferme de Neumatt. Une galerie de 50 mètres de long est creusée en 1805 mais ne rencontre que de faibles indices de houille.

### Travaux d'Orschwiller et de Kintzheim
Un bassin houiller est repéré en 1770 sur les communes d'Orschwiller et de Kintzheim. Des prospections sont réalisées de 1783 à 1798 par messieurs De Dietrich puis Commart avant d'être poursuivies entre 1812 et 1828 par monsieur Cunny, mais aucune campagne ne s'est révélée concluante.

### Autres
Il existe des nombreuses communes dont le sous-sol contient de la houille, exploitée ou non,.
En voici la liste des communes exploitées :
- Lobsann,
- Bouxwiller où le charbon est traité comme minerais vitriol de l'alun,
- Blienschwiller,
- Obernai - Wasselonne,
- Hohengœft,
- Dauendorf,
- Nothalten.

## Patrimoine
Plusieurs vestiges miniers subsistent au début du XXIe siècle (petits terrils et galeries effondrées). La Maison du Val de Villé possède deux sections (géologie et mines) évoquant le passé charbonnier de la vallée.

Maison du Val de Villé.
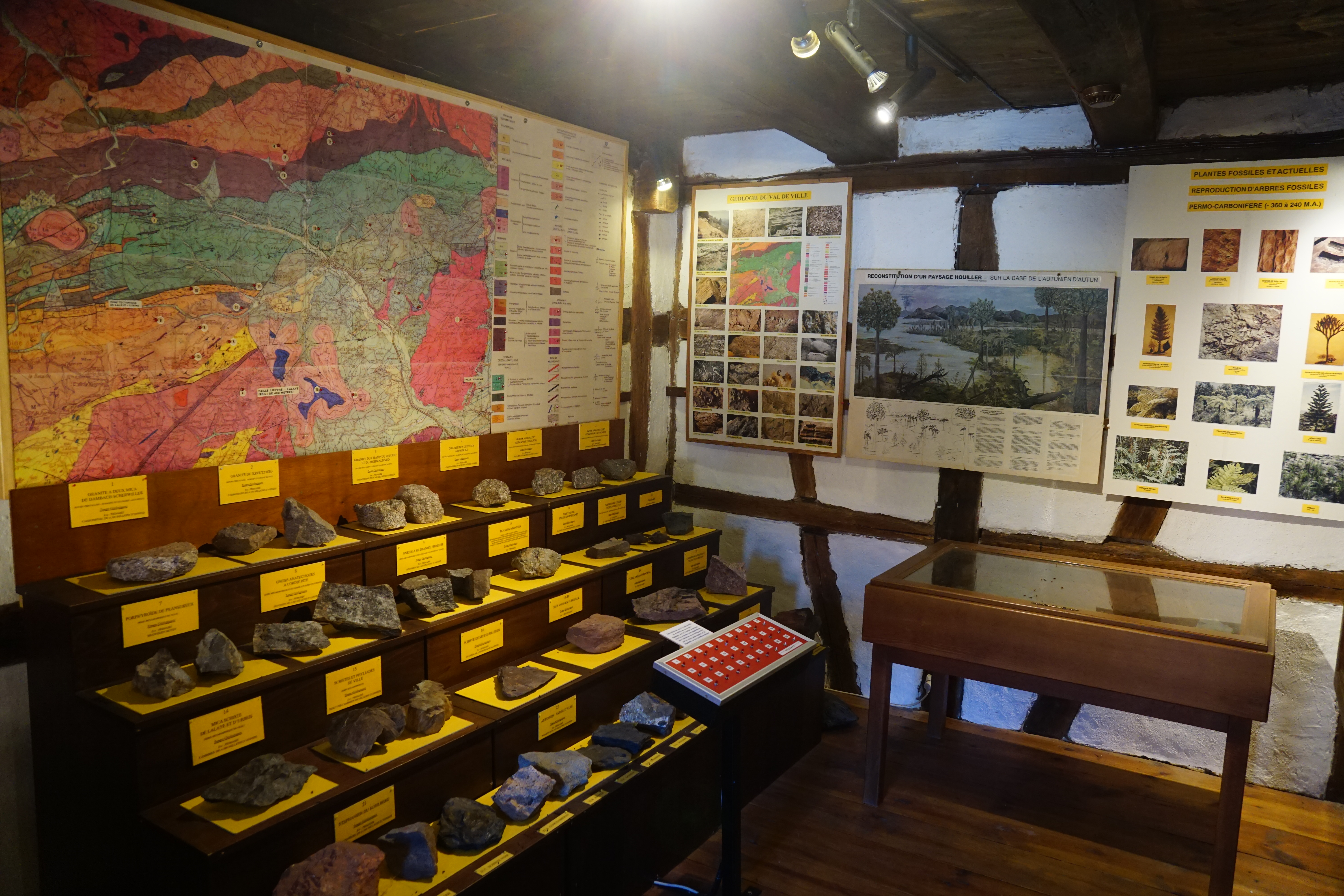
Section géologie : formation du charbon et fossiles.
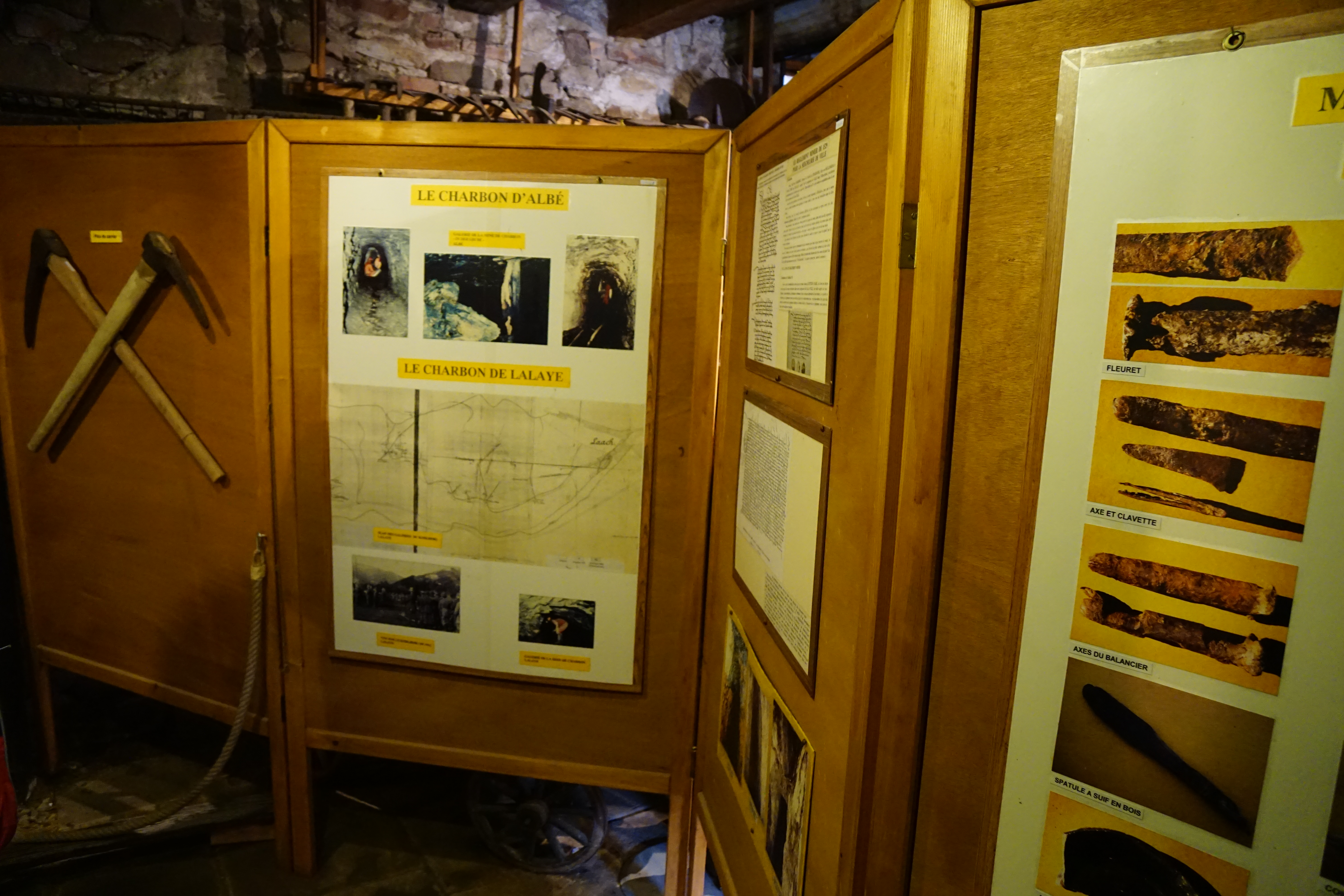
Section minière : charbon d'Albé et de Lalaye.